# Lulworthiales
Lulworthiales  es un orden de hongos en la clase Sordariomycetes.